# Edgar van Baveghem
Edgar Van Baveghem (Dendermonde, 2 juli 1880 - Meulebeke,  16 januari 1952) was een Belgisch burgemeester, aannemer en kunstschilder.

## Veelzijdig
In 1906 huwde hij met de kleindochter van dokter, volksvertegenwoordiger en eigenaar van Kasteel Ter Borcht Léon Thienpont, Maria (1877-1941). Zij was de zus van Léon Thienpont die 30 jaar lang burgemeester was te Oudenaarde. Zij kwam te overlijden in 1941, Van Baveghem bleef op het kasteeldomein wonen. Zijn tweede echtgenote Zoë Van Hove bleef op het kasteel tot haar dood, meteen de laatste bewoonster. In 1965 wordt het 17 ha grote domein verkocht aan de gemeente Meulebeke. De gemeente waarvan Van Baveghem zelf burgemeester was van 1921 tot 1927.
Als aannemer was hij een pionier in het gebruik van gewapend beton en de bouw van prefab-woningen. Vanaf 1935 verfraaide Edgar Van Baveghem de Kapel van Onze-Lieve-Vrouw van Altijddurende Bijstand met eigen muurschilderingen - met impressionistische toets - en liet er de omgeving aanpassen tot een toegankelijk bedevaartsoord.